# Bandar-Abbas
Bandar-Abbas (tiếng Ba Tư: بندرعباس) hay Bandar-e 'Abbās (tiếng Ba Tư: بندر عباس), cũng được Roman hóa thành Bandar 'Abbās, Bandar 'Abbāsī, và Bandar-e 'Abbās; tên cũ là Cambarão và Port Comorão bởi những thương nhân Bồ Đào Nha, và Gombroon và bởi các thương nhân người Anh là Gamrun và Gumrun bởi những thương nhân người Hà Lan) là một thành phố hải cảng, thủ phủ của tỉnh Hormozgān ở bờ biển phía nam của Iran, bên vịnh Ba Tư. Thành phố nằm ở vị trí chiến lược ở eo biển Hormuz hẹp, và là nơi có căn cứ chính của Hải quân Iran. Năm 2006, thành phố có dân số 367.508, trong 89.404 gia đình.
Thành phố có Sân bay quốc tế Bandar Abbas.

## Khí hậu
| Dữ liệu khí hậu của Bandar Abbas (1957-2010) | Dữ liệu khí hậu của Bandar Abbas (1957-2010) | Dữ liệu khí hậu của Bandar Abbas (1957-2010) | Dữ liệu khí hậu của Bandar Abbas (1957-2010) | Dữ liệu khí hậu của Bandar Abbas (1957-2010) | Dữ liệu khí hậu của Bandar Abbas (1957-2010) | Dữ liệu khí hậu của Bandar Abbas (1957-2010) | Dữ liệu khí hậu của Bandar Abbas (1957-2010) | Dữ liệu khí hậu của Bandar Abbas (1957-2010) | Dữ liệu khí hậu của Bandar Abbas (1957-2010) | Dữ liệu khí hậu của Bandar Abbas (1957-2010) | Dữ liệu khí hậu của Bandar Abbas (1957-2010) | Dữ liệu khí hậu của Bandar Abbas (1957-2010) | Dữ liệu khí hậu của Bandar Abbas (1957-2010) |
| Tháng                                        | 1                                            | 2                                            | 3                                            | 4                                            | 5                                            | 6                                            | 7                                            | 8                                            | 9                                            | 10                                           | 11                                           | 12                                           | Năm                                          |
| -------------------------------------------- | -------------------------------------------- | -------------------------------------------- | -------------------------------------------- | -------------------------------------------- | -------------------------------------------- | -------------------------------------------- | -------------------------------------------- | -------------------------------------------- | -------------------------------------------- | -------------------------------------------- | -------------------------------------------- | -------------------------------------------- | -------------------------------------------- |
| Cao kỉ lục °C (°F)                           | 32.0 (89.6)                                  | 33.0 (91.4)                                  | 39.0 (102.2)                                 | 43.0 (109.4)                                 | 47.0 (116.6)                                 | 51.0 (123.8)                                 | 48.0 (118.4)                                 | 46.0 (114.8)                                 | 45.0 (113.0)                                 | 42.0 (107.6)                                 | 38.0 (100.4)                                 | 33.8 (92.8)                                  | 51.0 (123.8)                                 |
| Trung bình ngày tối đa °C (°F)               | 23.3 (73.9)                                  | 24.6 (76.3)                                  | 27.7 (81.9)                                  | 32.0 (89.6)                                  | 36.6 (97.9)                                  | 38.5 (101.3)                                 | 38.3 (100.9)                                 | 37.6 (99.7)                                  | 36.8 (98.2)                                  | 34.9 (94.8)                                  | 30.3 (86.5)                                  | 25.5 (77.9)                                  | 32.2 (89.9)                                  |
| Trung bình ngày °C (°F)                      | 17.7 (63.9)                                  | 19.4 (66.9)                                  | 22.6 (72.7)                                  | 26.5 (79.7)                                  | 30.8 (87.4)                                  | 33.4 (92.1)                                  | 34.4 (93.9)                                  | 33.9 (93.0)                                  | 32.3 (90.1)                                  | 29.3 (84.7)                                  | 24.2 (75.6)                                  | 19.6 (67.3)                                  | 27.0 (80.6)                                  |
| Tối thiểu trung bình ngày °C (°F)            | 12.2 (54.0)                                  | 14.2 (57.6)                                  | 17.5 (63.5)                                  | 21.1 (70.0)                                  | 25.0 (77.0)                                  | 28.2 (82.8)                                  | 30.5 (86.9)                                  | 30.2 (86.4)                                  | 27.8 (82.0)                                  | 23.7 (74.7)                                  | 18.2 (64.8)                                  | 13.7 (56.7)                                  | 21.69 (71.04)                                |
| Thấp kỉ lục °C (°F)                          | 3.0 (37.4)                                   | 3.9 (39.0)                                   | 6.8 (44.2)                                   | 11.5 (52.7)                                  | 17.0 (62.6)                                  | 20.0 (68.0)                                  | 24.0 (75.2)                                  | 25.0 (77.0)                                  | 20.5 (68.9)                                  | 12.0 (53.6)                                  | 6.0 (42.8)                                   | 2.0 (35.6)                                   | 2.0 (35.6)                                   |
| Lượng Giáng thủy trung bình mm (inches)      | 49.2 (1.94)                                  | 40.2 (1.58)                                  | 34.9 (1.37)                                  | 8.1 (0.32)                                   | 2.8 (0.11)                                   | 0.3 (0.01)                                   | 1.0 (0.04)                                   | 1.4 (0.06)                                   | 0.4 (0.02)                                   | 3.8 (0.15)                                   | 5.4 (0.21)                                   | 28.6 (1.13)                                  | 176.1 (6.94)                                 |
| Số ngày giáng thủy trung bình (≥ 1.0 mm)     | 3.3                                          | 3.1                                          | 2.6                                          | 1.3                                          | 0.2                                          | 0.0                                          | 0.1                                          | 0.2                                          | 0.1                                          | 0.1                                          | 0.4                                          | 2.3                                          | 13.7                                         |
| Độ ẩm tương đối trung bình (%)               | 64                                           | 68                                           | 67                                           | 64                                           | 61                                           | 64                                           | 68                                           | 69                                           | 67                                           | 64                                           | 61                                           | 63                                           | 65                                           |
| Số giờ nắng trung bình tháng                 | 220.1                                        | 211.9                                        | 232.5                                        | 242.4                                        | 312.7                                        | 302.2                                        | 264.6                                        | 270.1                                        | 270.1                                        | 283.4                                        | 251.2                                        | 228.8                                        | 3.090                                        |
| Nguồn: IRIMO (1957–2010)                     |                                              |                                              |                                              |                                              |                                              |                                              |                                              |                                              |                                              |                                              |                                              |                                              |                                              |